# Gouvernementalité
La gouvernementalité est un concept créé par Michel Foucault qui désigne la rationalité propre au gouvernement de la population, et dans de nombreux cas, auto-imposé. Cette rationalité se retrouve à la fois dans des institutions et des analyses scientifiques, dans une forme de pouvoir sur la population que l'on appelle le gouvernement et dans la construction d'un État administratif qui a à gérer cette population. L'objectif de ce concept est de déconstruire le concept d’État et de montrer ce qu’il recouvre, comment il s'est construit et les savoirs sur lesquels il repose.

## La gouvernementalité comme mode d'exercice du pouvoir
Il s'agit d'un certain type de contrôle de l'État sur les populations, un certain mode d'exercice du pouvoir où gouverner c'est « avoir à l'égard des habitants, des richesses, de la conduite de tous et de chacun une forme de surveillance, de contrôle non moins attentive que celle du père de famille sur la maisonnée et ses biens ».
Son but est de "disposer des hommes et des choses", de gérer leurs relations de façon à les conduire à des objectifs acceptables pour tous ; il doit de fait servir des buts s'articulant autour de la protection et du bien-être social et moral des populations à travers toute une panoplie de politiques sociales et éducatives (l'école notamment) à travers lesquelles il essayera d'inculquer certaines normes de travail et de la vie sociale. Quand ces normes et valeurs seront intériorisées par les habitants il n'aura plus besoin d'utiliser la force pour exercer sa souveraineté sur son territoire. Le gouvernement implique donc des procédés subtils de domination qui passent d'abord par la connaissance des sociétés, pour susciter la confiance des populations, convaincre plutôt que contraindre.
Le concept de gouvernementalité s'applique également à une « analytique du pouvoir » répondant à des objections formulées à l'encontre d'une théorisation du pouvoir, qui, selon ses détracteurs, mène à une analyse relativiste sur le plan normatif, et incomplète s'agissant de l'état comme organe de coordination des divers processus de disciplines étudiés sous la loupe d'une "micro-physique" du pouvoir. Le concept de gouvernementalité s'avère donc crucial dans le développement de la pensée de Michel Foucault, approfondissant jusqu'aux dimensions éthiques de celle-ci.

## La gouvernementalité comme une phase historique
Foucault analyse la rupture qui s'est produite entre le XVIe et le XVIIe siècle, qui marque le passage d'un art de gouverner hérité du Moyen-Âge, dont les principes sont ceux de la chrétienté (la sagesse, la justice, le respect de Dieu, la mesure et la prudence), à un art de gouverner dont la rationalité est propre à la politique, telle qu'illustrée par Le Prince de Nicolas Machiavel. L’État adopte une gouvernementalité, rationnelle ; cette "raison d'Etat" ne doit pas être comprise comme le concept de raison d'État, qui désigne une suspension des règles de droit par l’État en vue de la sauvegarde de ses intérêts supérieurs, mais bien une nouvelle matrice de rationalité pour le gouvernant.
En 2009, Antoinette Rouvroy et Thomas Berns proposent une extension de la notion de gouvernementalité telle que définie par Michel Foucault, la gouvernementalité algorithmique,,,. Cette acception du terme n'a pas pour objectif d'agir sur les personnes, mais sur la prévisibilité de leurs actes. Par certains traits, la machine à gouverner de Norbert Wiener s'inscrit dans cette notion.
L'ère de la gouvernementalité algorithmique se substituerait à celle de la gouvernementalité statistique par plusieurs déplacements:
- Une individualisation de la statistique à travers l'absence de référence à l’"homme moyen" aux dépens d’un soi individuel et évolutif au fil du temps ;
- Le développement d’une statistique fondée sur un accord tacite des sujets relevant, en réalité, d’une adhésion par défaut ;
- Un déclin de la "réflexivité subjectivante" permettant aux usagers de contrôler la réalité produite.

Ces réflexions ouvrent à plusieurs questionnements sur le consentement des usagers et l’intentionnalité dans la récolte des données, l’objectivité des données, la réalité produite par les algorithmes et le contrôle des sujets sur cette réalité produite.